# Лисициан, Мигран Вартанович
Мигран Вартанович Лисициан (13 февраля 1913, Тифлис — 22 июля 1998, Москва) — советский архитектор и педагог. Заслуженный архитектор РСФСР (1983), почётный член Российской академии архитектуры и строительных наук, почётный член МААМ, профессор Московского архитектурного института. Брат тренера по художественной гимнастике Марии Лисициан.

## Биография

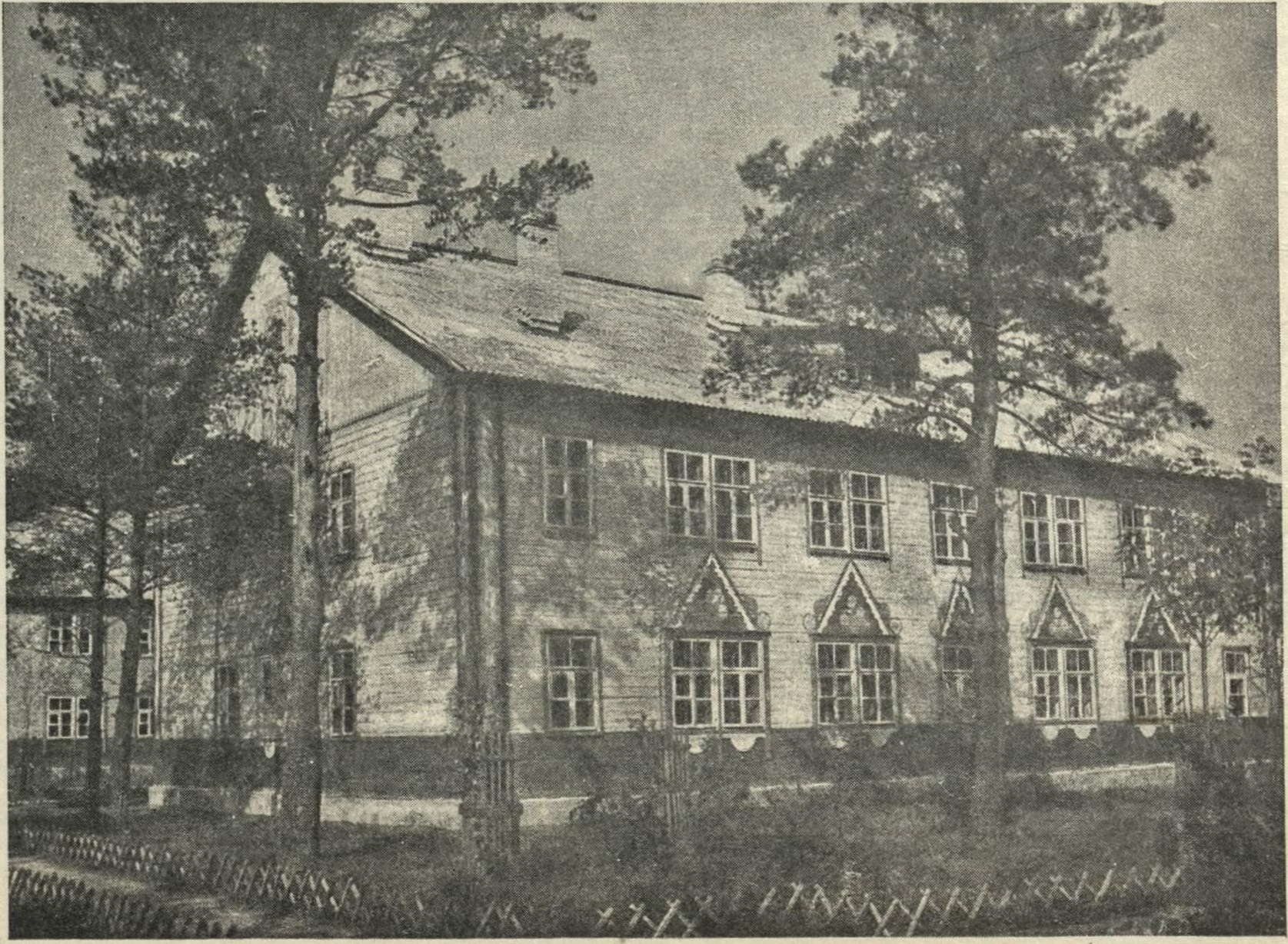
Жилой дом
близ станции Железнодорожная

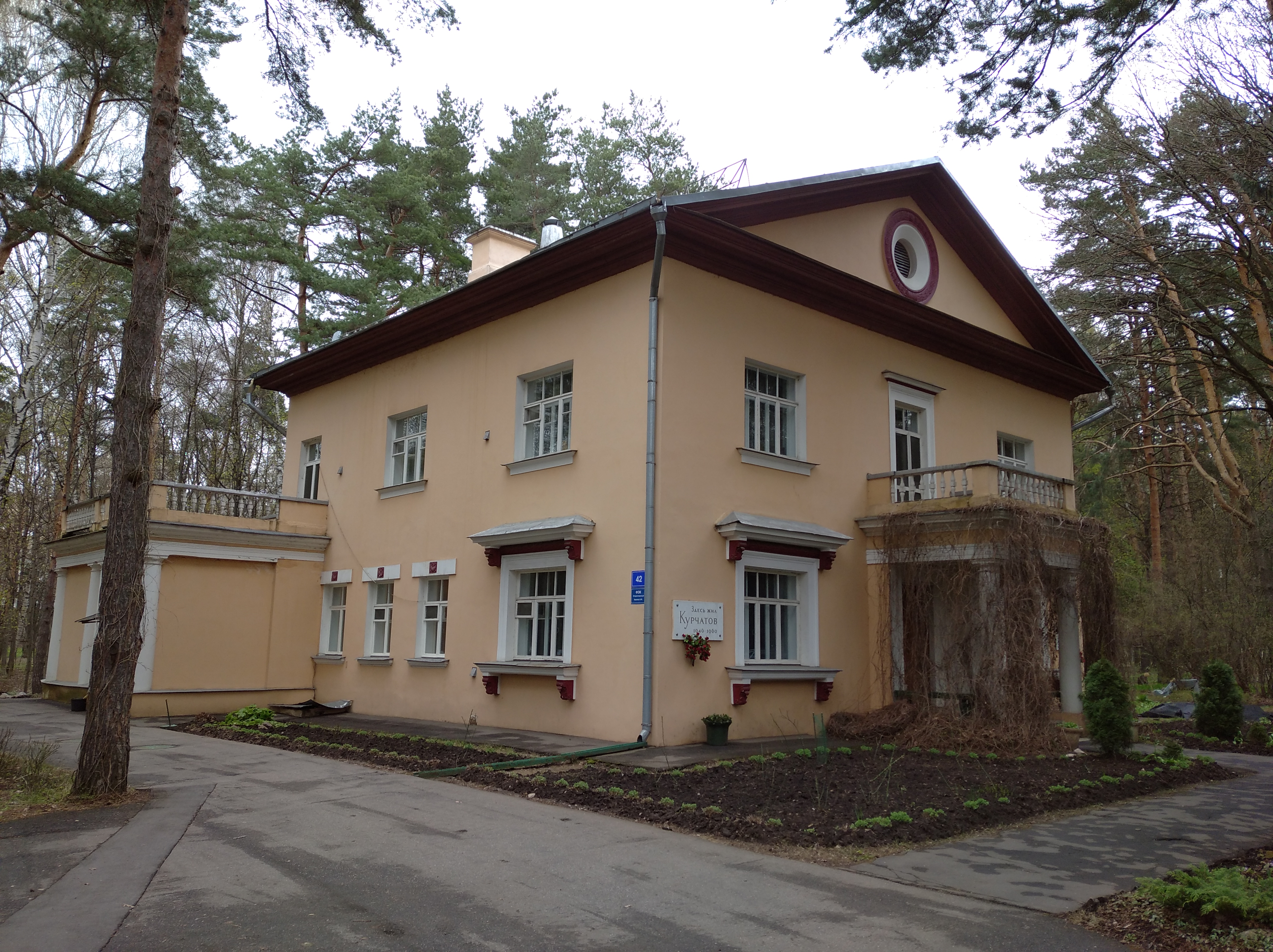
Особняк И. В. Курчатова

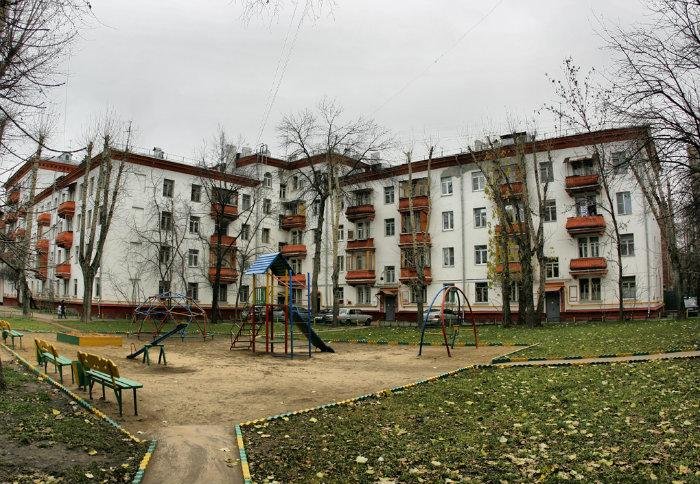
Квартал в Перове

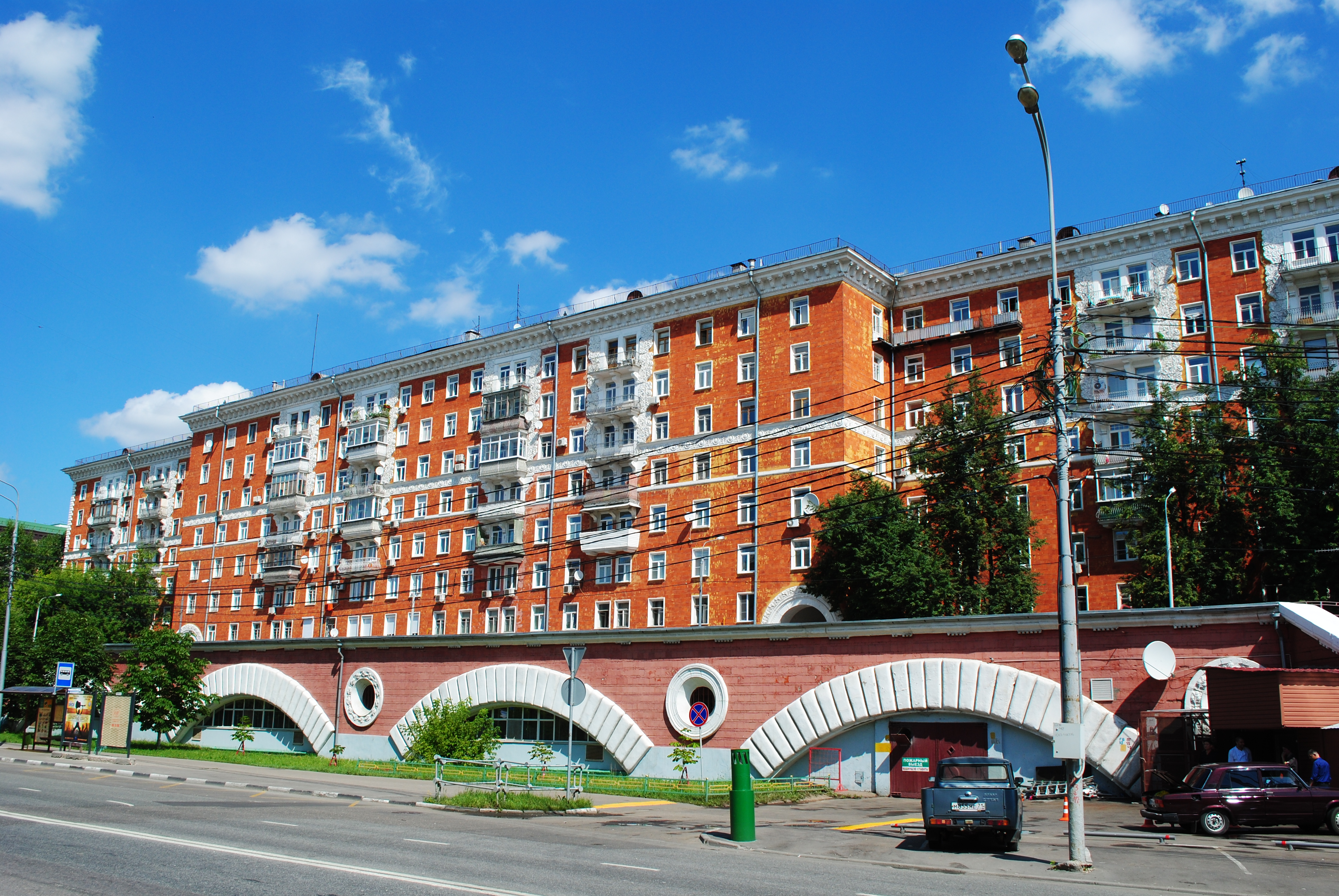
«Красные дома»

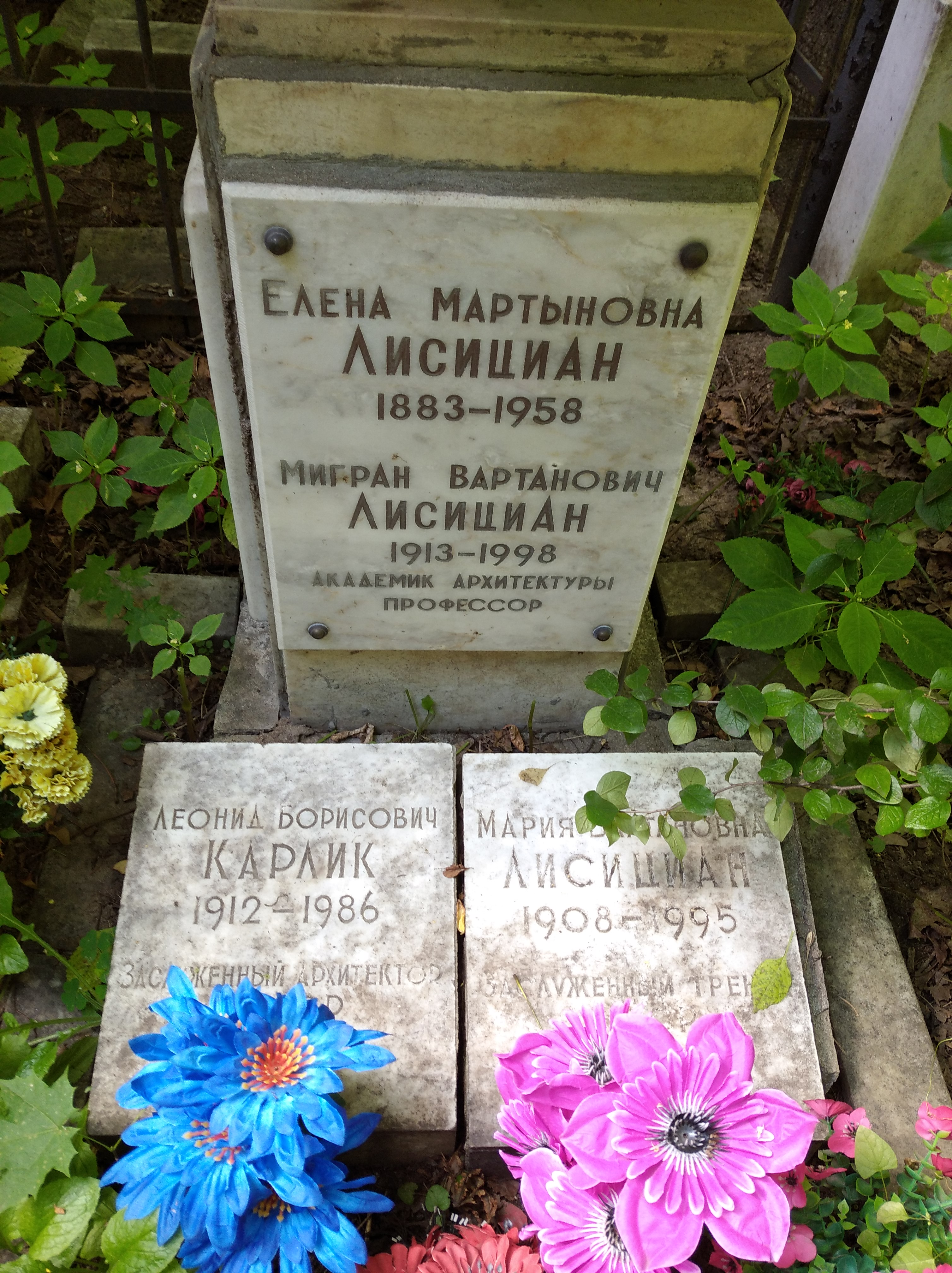
Могила М. В. Лисициана

Мигран Лисициан родился 13 февраля 1913 года в Тифлисе (ныне Тбилиси, Грузия) в семье служащего. В возрасте 8 лет потерял отца, после чего переехал в Ереван, где жил на иждивении брата. Окончил среднюю школу в Тифлисе. С 16 лет занимался в школе-студии Моисея Тоидзе. С 17 лет занялся архитектурой: работал чертёжником в Ереване, затем был техником-проектировщиком в проектном отделе Горсовета под руководством Александра Таманяна и Николая Буниатяна. Изучал армянскую архитектуру и грузинскую архитектуру, выполнил ряд зарисовок и акварелей архитектурных памятников. В 1932 году поступил в Московский архитектурный институт, который окончил с отличием в 1937 году. Будучи студентом, начал работать в мастерской № 2 Моссовета под руководством Алексея Щусева. В 1939 году на первом общественном смотре работ молодых архитекторов был награждён дипломом. В возрасте 24 лет поступил в аспирантуру Академии архитектуры СССР, которую окончил в июне 1941 года, защитив диссертацию на соискание учёной степени кандидата архитектуры.
9 июля 1941 года, вскоре после начала Великой Отечественной войны, был призван в Красную армию. Был направлен на курсы Военно-инженерной академии имени Куйбышева. В октябре 1941 года окончил курсы и был направлен в Грозный инженером по фортификации. С февраля 1942 до мая 1944 года — в инженерных войсках действующей армии. Затем был направлен в Москву, в распоряжение ГУАС НКВД СССР, на должность начальника архитектурно-проектной мастерской 8-го строительного управления. Там он проработал до своей демобилизации в мае 1945 года.
С 1944 году Мигран Лисициан работал в Московском архитектурном институте по совместительству, а с 1946 по 1986 год был штатным сотрудником. В то же время по совместительству работал руководителем архитектурной мастерской треста «Центрспецстройпроект», затем был главным архитектором в мастерской № 3 института «Моспроект». В МАРХИ Лисициан руководил курсовым и дипломным проектированием по специальности Архитектура жилых и общественных зданий. Занимал должности старшего преподавателя, затем доцента, а в 1958—1961 годах был проректором по учебной работе. С 1961 года на протяжении десяти лет руководил вновь созданной кафедрой «Интерьера и оборудования зданий», в 1963 году утверждён в учёном звании профессора. В 1964—1971 годах Лисициан занимал должность проректора МАРХИ по научной работе. В 1971—1973 годах возглавлял в МАРХИ кафедру «Архитектурного проектирования жилых зданий». В соавторстве написал учебники «Архитектурное проектирование жилых зданий» (1964) и «Интерьер общественных зданий» (1973).
В 1954—1961 годах бывал в кратковременных зарубежных командировках в Пакистане, Афганистане, Сирии, Югославии и Греции, где оформлял павильоны СССР на международных выставках. В 1960 году работал в советском представительстве в аппарате ООН. С 1969 по 1971 год жил в Афганистане, где работал советником ректората в Кабульском политехническом институте.
Жил в Москве по адресу: 1-я Миусская улица, дом 22. Похоронен в семейной могиле на Армянском кладбище города Москвы, участок 2.

## Творчество
В своих студенческих работах Мигран Лисициан стремился воплотить формы национальной армянской архитектуры, что видно из его проектов театра, стадиона, библиотеки и других. Был приверженцем рационалистического направления архитектуры. В довоенный период Мигран Лисициан находился под влиянием мастеров советской архитектуры Алексея Щусева и Ивана Жолтовского. В 1934—1937 годах Лисициан был помощником Щусева по проектированию и строительству филиала Института Маркса—Энгельса—Ленина в Тбилиси и Большого Москворецкого моста в Москве. В 1937—1940 годах, работая в проектной конторе ВЦСПС, занимался проектированием преимущественно типовых объектов культуры, отдыха и спорта для различных городов страны. В частности, выполнил эскизный проект ЦК Союза электромашиностроения для Ленинграда. В 1940—1941 годах Лисициан был помощником Жолтовского по проектированию и строительству жилых домов на Калужской улице и Смоленской площади в Москве.
Вернувшись с фронта, до конца 1940-х годов работал под руководством И. В. Жолтовского. В 1944—1946 годах он спроектировал и построил жилой городок при станции Железнодорожная Московской области (совместно с Р. И. Семерджиевым, Н. К. Базалеевым, А. Г. Заком, Е. И. Кувшиновым). Построил особняк И. В. Курчатова на территории Курчатовского института. В 1945—1949 годах в соавторстве с Г. Г. Маляном спроектировал и построил жилые кварталы малоэтажных домов в Москве на Перовом поле и в Измайлове. В феврале 1949 года на выставке в Центральном доме архитектора проекты этих кварталов были подвергнуты резкой критике за то, что их архитектура «не имеет ничего общего с нашим советским временем». Архитектор В. В. Ауров же напротив писал, что «в этих постройках отмечается подлинная монументальность, гуманность идей, воплощённых в художественные образы. Опережая ростки распада функционализма в западных странах, мастер возвращается к материальности, а вместе с ней к фактуре и цвету».
В соавторстве с архитекторами Д. И. Бурдиным, Ю. А. Уманской и инженером Ф. Ф. Телесницким спроектировал и построил дом 77 по Ленинскому проспекту. Был одним из соавторов московских «Красных домов». По проекту Миграна Лисициана был построен Дворец спорта в Хабаровске. Он также занимался оформлением павильонов СССР на международных выставках в Дамаске, Загребе, Кабуле, Карачи, Салониках.
Всего на практике было реализовано 13 проектов Миграна Лисициана.

## Награды и звания
- Заслуженный архитектор РСФСР (1983)[1]
- Орден Трудового Красного Знамени (21.09.1966)[10]
- Орден Отечественной войны II степени (1985)[11]
- Медаль «За оборону Кавказа»[12]
- Медаль «За победу над Германией в Великой Отечественной войне 1941—1945 гг.»[12]
- Медаль «В ознаменование 100-летия со дня рождения Владимира Ильича Ленина»[1]
- Юбилейная медаль «50 лет Вооружённых Сил СССР»[1]
- Юбилейная медаль «Двадцать лет Победы в Великой Отечественной войне 1941—1945 гг.»[1]
- Знак «25 лет победы в Великой Отечественной войне»[1]
- Почётный знак «За отличные успехи в области высшего образования СССР»[1]